# NGC 865
NGC 865 is een spiraalvormig sterrenstelsel in het sterrenbeeld Driehoek. Het hemelobject werd op 9 september 1871 ontdekt door de Franse astronoom Édouard Jean-Marie Stephan.

## Synoniemen
- PGC 8678
- UGC 1747
- MCG 5-6-20
- ZWG 504.42
- IRAS02133+2822